# Зимові Дефлімпійські ігри 1955
III Зимові Дефлімпійські ігри пройшли в м. Обераммергау, Німеччина з 10 по 13 лютого 1955 року. У змаганнях взяло участь 59 спортсменів з 8 країн.

## Дисципліни
Змагання пройшли з 4 дисциплін.
| - Гірськолижний спорт - Лижні гонки - Стрибки з трампліна - Лижне двоборство |

## Країни-учасники
В III Зимових Дефлімпійських іграх взяли участь спортсмени з 8 країн :
| - Австрія - Німеччина - Італія - Фінляндія - Франція - Чехословаччина - Швейцарія - Швеція |

## Нагороди
Країна-господар (Німеччина)
| Місце    | Країна    | Золото | Срібло | Бронза | Загалом |
| -------- | --------- | ------ | ------ | ------ | ------- |
| 1        | Норвегія  | 10     | 6      | 4      | 20      |
| 2        | Австрія   | 1      | 1      | 0      | 2       |
| 3        | Німеччина | 0      | 1      | 3      | 4       |
| 4        | Фінляндія | 0      | 2      | 2      | 4       |
| 5        | Швеція    | 0      | 1      | 1      | 2       |
| 6        | Швейцарія | 0      | 0      | 0      | 0       |
| 6        | Франція   | 0      | 0      | 0      | 0       |
| 6        | Італія    | 0      | 0      | 0      | 0       |
| Загалом: | Загалом:  | 11     | 11     | 10     | 32      |